# Herindelingsverkiezing
Een herindelingsverkiezing is een verkiezing die gehouden wordt voorafgaande aan een bestuurlijke herindeling, waarbij het vaak om gemeentelijke herindelingen gaat. Door de stemgerechtigde inwoners van de samen te voegen gebieden wordt de volksvertegenwoordiging van het nieuw te vormen gebied gekozen.